# Lago Red
El lago Red (en inglés: Red Lake, lit. 'lago Rojo') es un lago de los Estados Unidos localizado en el condado de Beltrami, en el norte de Minnesota. El lago tiene una superficie total de 1106 km² y es el mayor lago de agua dulce natural en Minnesota y el 15.º del país.
El lago drena a través del río Red Lake, un afluente del río Rojo del Norte que acababa desaguando en la bahía de Hudson vía el río Nelson. El área alrededor del lago Red está escasamente poblada y especialmente en el norte limita con extensos humedales lacustres. El lago es un remanente del lago Agassiz de la época de las glaciaciones.
El lago está separado en dos partes por una península alargada que se adentra en él desde el lado este y casi lo divide en dos partes, el Upper Red Lake (de unos 35 x 15 km) y el Lower Lake Red (de 40 x 20 km), conectadas por The Narrows, que en algunos lados tiene menos de un kilómetro de ancho. La comunidad de Ponemah se encuentra en la península. El Lower Red Lake se encuentra totalmente dentro de la reserva india de Red Lake (Red Lake Indian Reservation), salvo Waskish Township en la orilla este del lago superior .
El lago se encuentra en el condado de Beltrami, aunque la orilla oeste del lago forma la frontera con el condado de Clearwater  La ciudad más grande en el lago es Red Lake  en el sur. 
El Servicio Indígena de los EE. UU. erigió en 1931 una presa, renovada en 1951 por el Cuerpo de Ingenieros del Ejército de los Estados Unidos para regular el caudal de salida del lago y mantener el nivel del lago en 358 m. Esta presa está pensada principalmente para evitar las inundaciones en el río Rojo.